# 三木ホースランドパーク

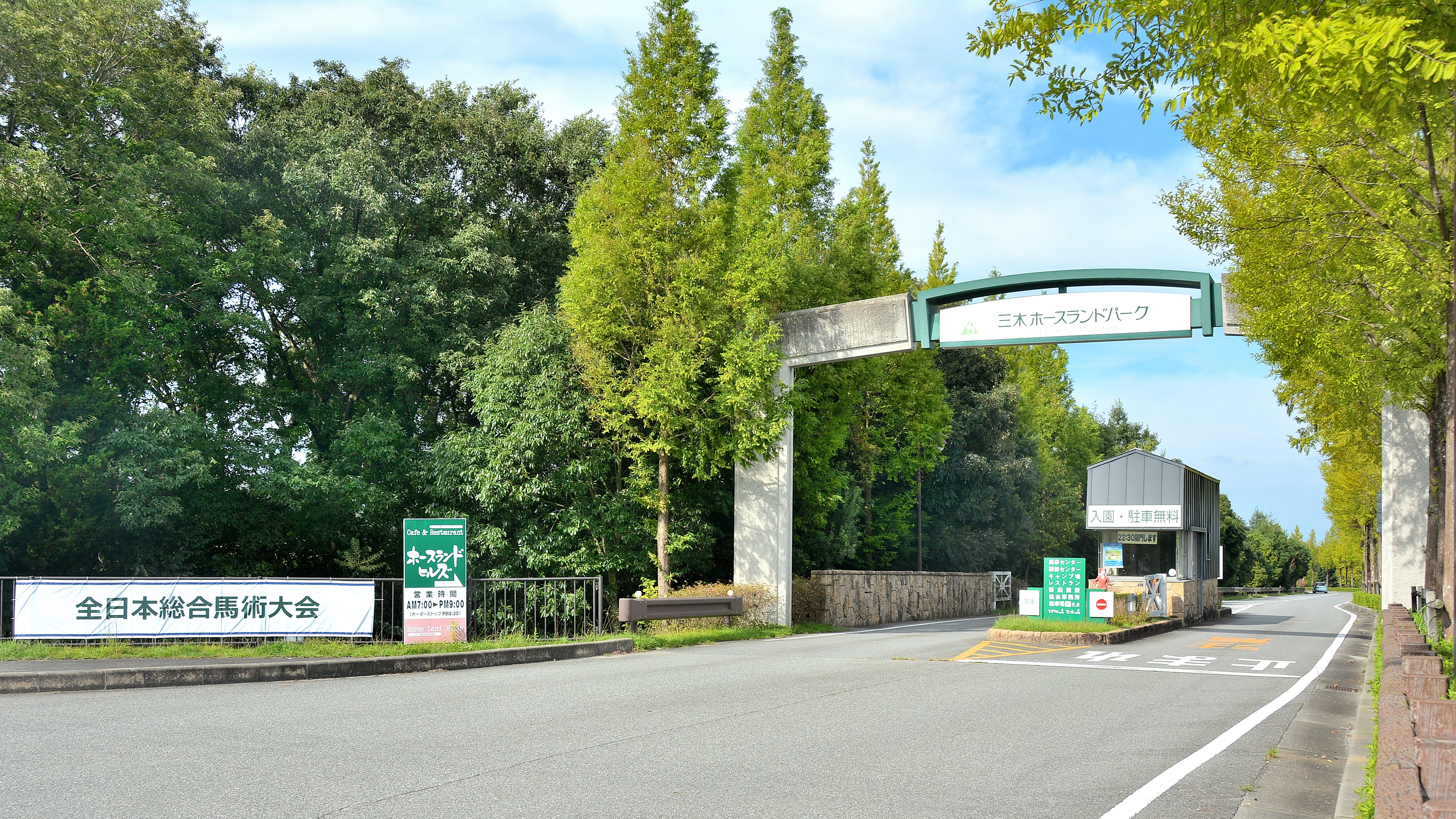
三木ホースランドパークの入口

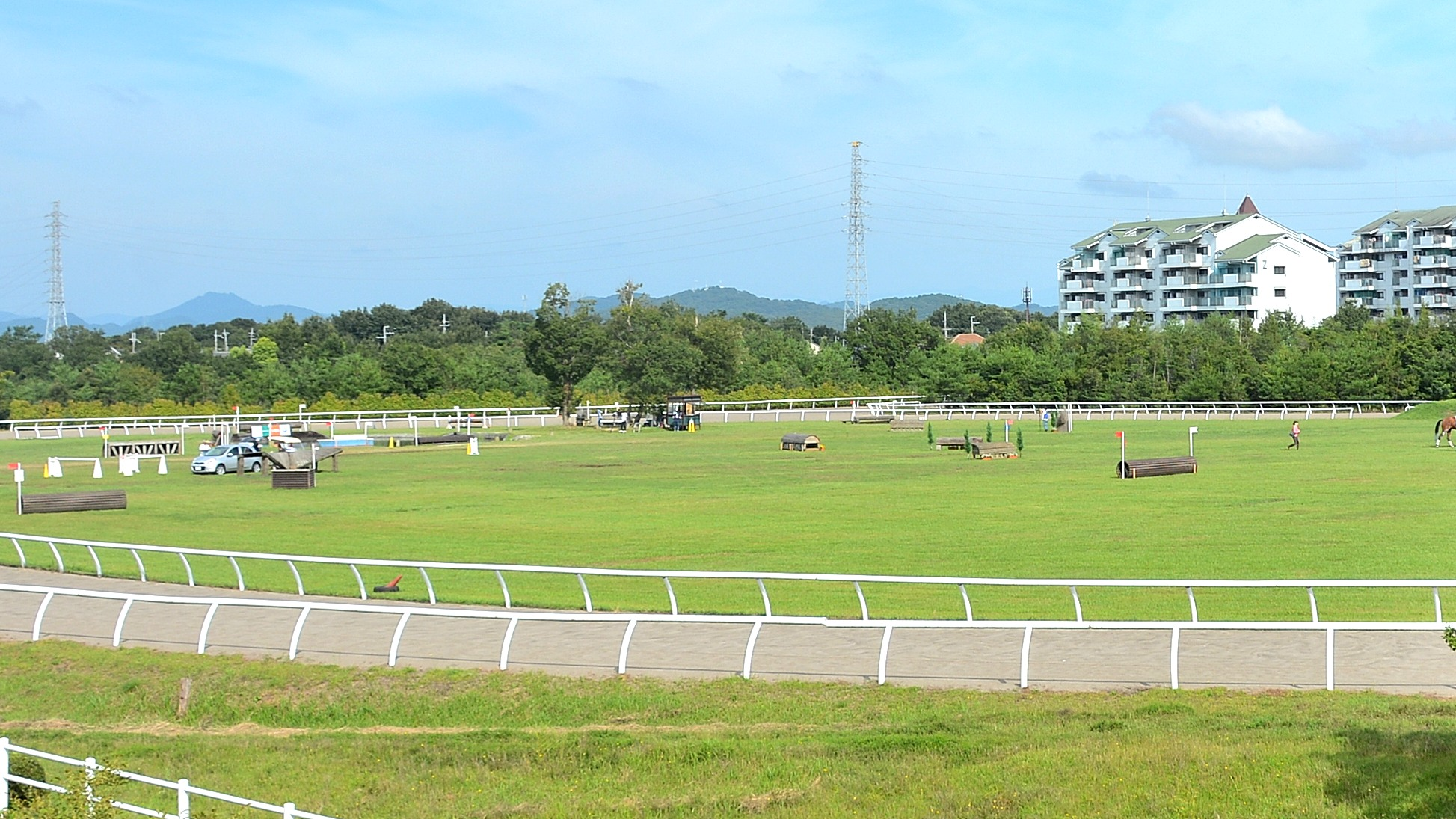
エクウスの森 緑の広場

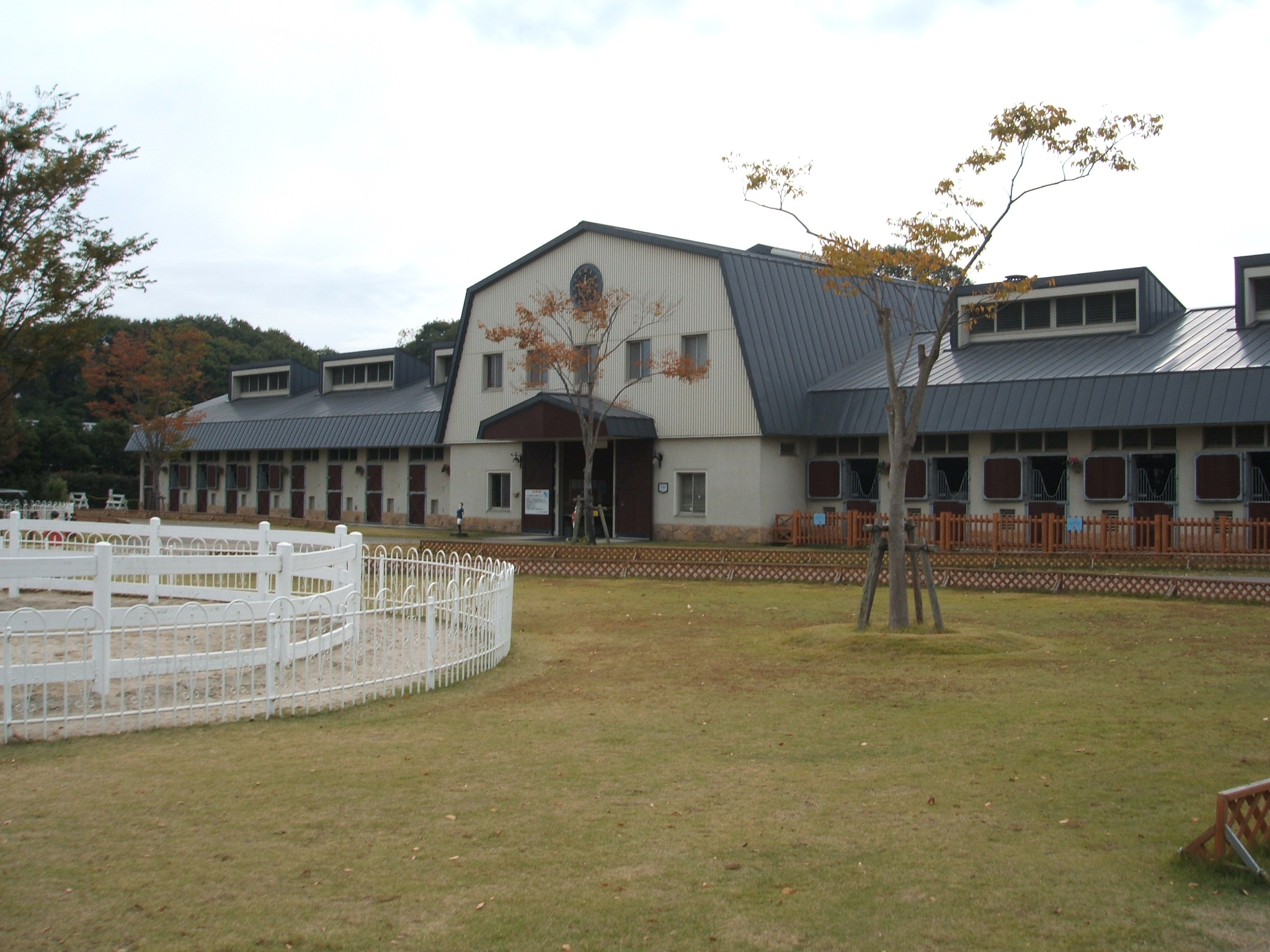
園内にあるきゅう舎

三木ホースランドパーク（みきホースランドパーク）は兵庫県三木市にある馬事公苑である。

## 概要
日本中央競馬会（JRA）と三木市が合同で国有林を開拓して1994年6月15日に開苑。馬術競技に関する施設、宿泊施設やキャンプ場等がある他、敷地内に道の駅みきも併設されている。競走馬が日本国外から出走する場合に行われる検疫検査を行うための厩舎などの施設が整えられており、輸入検疫も行われる。
2006年開催ののじぎく兵庫国体・2015年開催の紀の国わかやま国体・2017年の愛顔つなぐえひめ国体・2024年SAGA2024、2025年わたSHIGA輝く国スポの馬術競技の会場となる。
なお、兵庫県競馬組合の調教施設である兵庫県立西脇馬事公苑とは別施設である。
阪神競馬場では毎年3月末〜4月上旬に当パークにちなんだ三木ホースランドパークジャンプステークスが行われている（障害競走、2012年までは12月に開催されていた）。
また、2010年からはポニーによる少年少女草競馬の実力日本一決定戦である「全国ポニー競馬選手権大会・ジョッキーベイビーズ」関西地区大会を兼ねた「みっきぃポニーレース大会」が行われている。2022年の第12回大会は、ジョッキーベイビーズ関西大会（優勝者が10月に東京競馬場で予定される全国決勝大会出場権獲得）のほか、ジョッキーベイビーズの大会出場規定年齢（小学4年～中学1年）に達していない、または超過した小中学生を対象にした関西代表の選考対象外の「一般の部」も同時開催される。

## 主な繋養馬
- ガンコ（弥生賞、日経賞）
- マイネルレコルト（朝日杯フューチュリティステークス）
- モンテクリスエス（ダイヤモンドステークス）

### 過去の繋養馬
- ロジック（NHKマイルカップ）
- アドマイヤモナーク（日経新春杯、ダイヤモンドステークス）
- イナズマタカオー（中日スポーツ賞4歳ステークス、中京記念、北九州記念）
- アクティブバイオ（日経賞、アルゼンチン共和国杯）
- メイショウカンパク（京都大賞典）
- マイネルチャールズ（弥生賞、京成杯）

## アクセス
- 電車

神戸電鉄　三木駅からタクシーで10分程度
神戸電鉄　恵比須駅から土日のみ運行のみっきぃバスが一日9往復。